# Baek Seung-hwan
Baek Seung-hwan (hangul= 백승환; hanja= 白承煥; RR= Baek Seung-hwan; n. 17 de abril de 1998-) es un actor surcoreano.

## Biografía
Estudia en la Universidad Sungkyunkwan.

## Carrera
Es miembro de la agencia HB Entertainment.
El 22 de septiembre de 2011 apareció como parte del elenco principal de la película Silenced (también conocida como "The Crucible") donde dio vida a Jeon Min-soo, un joven que no puede oír y que es abusado tanto física como sexualmente por sus maestros. La película está basada en los acontecimientos reales que sucedieron en la escuela para sordos Gwangju Inhwa, donde estudiantes con esta discapacidad fueron víctimas de repetidas agresiones sexuales por los profesores durante un periodo de cinco años.
En mayo de 2017 se unió al elenco recurrente de la serie Queen for Seven Days donde interpretó al Príncipe Lee Yeok, de joven. El actor Yeon Woo-jin dio vida a Lee Yeok de adulto.
En mayo de 2019 se unió al elenco recurrente de la serie Different Dreams donde dio vida a Majar, un miembro de la organización "Heroic Corps".
En agosto del mismo año se unió al elenco recurrente de la serie Everything and Nothing donde interpretó a Kang Ki-hyun, el amigo de Ko Min-jae (Yoon Chan-young).

## Filmografía

### Series de televisión
| Año  | Título                               | Personaje                       | Notas        |
| ---- | ------------------------------------ | ------------------------------- | ------------ |
| 2019 | Everything and Nothing               | Kang Ki-hyun                    |              |
| 2019 | Different Dreams                     | Majar                           |              |
| 2018 | God's Quiz: Season 5                 | Im Do-yoon                      | 2 episodios  |
| 2017 | Oh! Dear Half-Basement Goddesses     | Ko Na-ri                        | 10 episodios |
| 2017 | Queen for Seven Days                 | Príncipe Lee Yeok (de joven)    |              |
| 2016 | A Beautiful Mind                     | Lee Young-oh (de joven)         |              |
| 2015 | Six Flying Dragons                   | Moo-hyul (de joven)             |              |
| 2015 | Blood                                | Park Ji-sang (de joven)         | [ 8 ]        |
| 2015 | The Jingbirok: A Memoir of Imjin War | Rey Seonjo de Joseon (de joven) |              |
| 2013 | Jang Ok-jung, Living by Love         | Hyun Chi-soo (de adolescente)   |              |
| 2012 | I Love Lee Tae-ri                    | Geum Eun-dong (de joven)        |              |
| 2011 | Insu, The Queen Mother (Queen Insoo) | Yoon-goo (de joven)             |              |
| 2011 | Me Too, Flower!                      | Seo Jae-hee (de joven)          |              |
| 2011 | Deep Rooted Tree                     | Yoon-pyeong (de joven)          | ep. #4       |
| 2008 | Takdeok Choi Yang-eop                | Hijo de Gae-ttong               |              |

### Películas
| Año  | Título                  | Personaje              | Notas                                                                                   |
| ---- | ----------------------- | ---------------------- | --------------------------------------------------------------------------------------- |
| 2024 | The Roundup: Punishment | Jo Sung-jae            |                                                                                         |
| 2014 | Confession              | Im Hyun-tae (de joven) | junto a Ji Sung, Ju Ji-hoon, Lee Kwang-soo, Jeon Ji-hwan y Ham Sung-min                 |
| 2013 | South Bound             | Choi Na-ra             | junto a Kim Yoon-seok, Park Sa-rang, Han Ye-ri, Oh Yeon-soo y Kim Sung-kyun             |
| 2011 | Silenced                | Jeon Min-soo           | junto a Gong Yoo, Jung Yu-mi, Kim Hyun-soo, Jung En-seo y Kim Ji-young                  |
| 2009 | Goodbye Mom             | Min-suk (de joven)     | junto a Choi Kang-hee, Kim Young-ae, Bae Soo-bin y Choi Il-hwa                          |
| 2007 | Wide Awake (Return)     | Na Sang-woo            | junto a Kim Myung-min, Yoo Jun-sang, Kim Tae-woo, Jung Yoo-suk, Kim Yoo-mi y Kim Roi-ha |

### Aparición en videos musicales
| Año  | Intérprete         | Canción           | Notas |
| ---- | ------------------ | ----------------- | ----- |
| 2012 | Hi.ni (Won Yoo-ri) | "Legend of Tears" |       |

## Premios y nominaciones
| Año  | Categoría        | Premios              | Trabajo              | Resultado |
| ---- | ---------------- | -------------------- | -------------------- | --------- |
| 2017 | Best Young Actor | 31st KBS Drama Award | Queen for Seven Days | Nominado  |
| 2016 | Best Young Actor | 30th KBS Drama Award | A Beautiful Mind     | Nominado  |